# Венгерское княжество
Венгерское княжество (венг. Magyar Fejedelemség) или Великое княжество Венгерское (венг. Magyar Nagyfejedelemség) — первое венгерское государство в Среднедунайской низменности, основанное около 895 года.

## История

### Возникновение

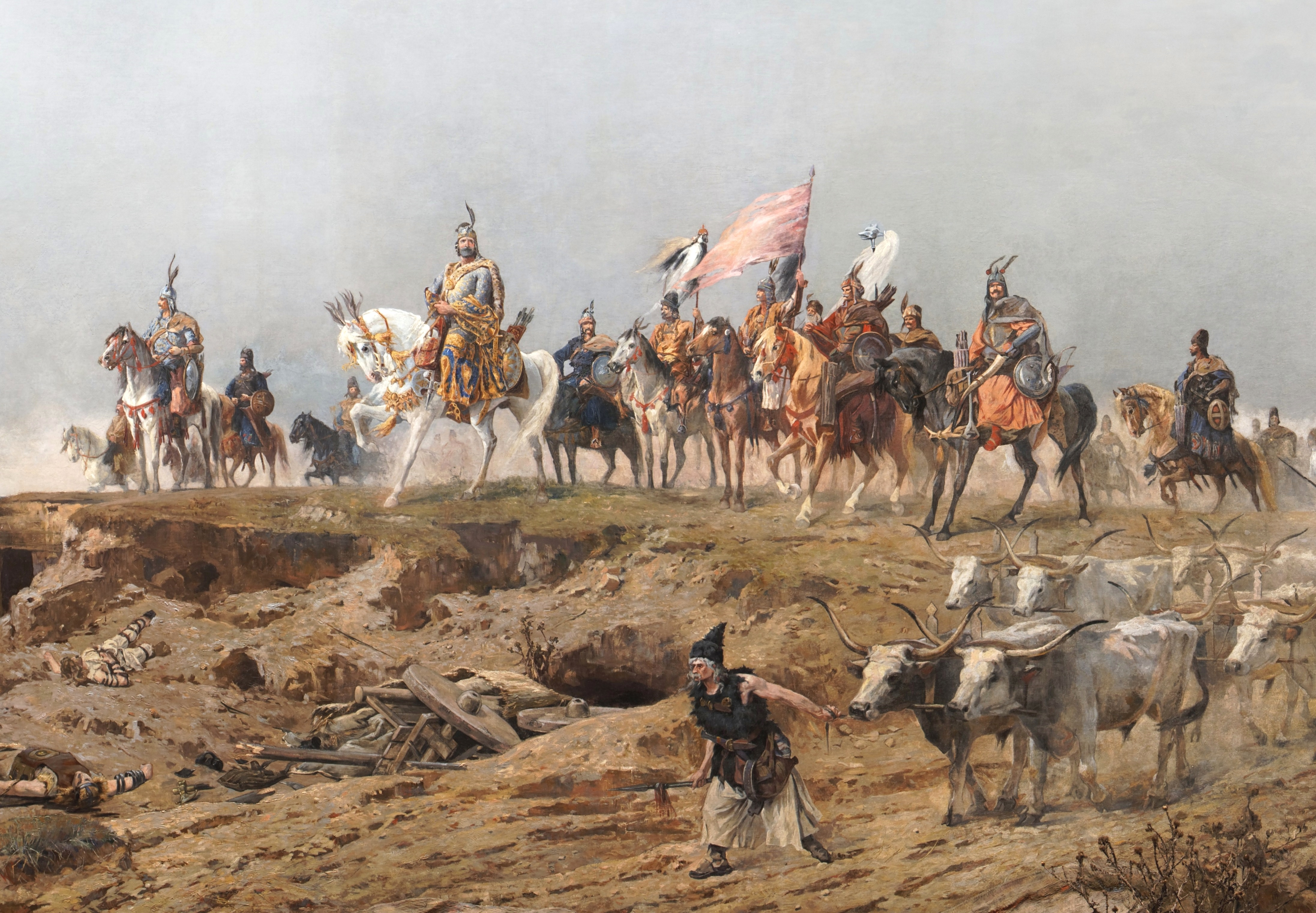
Переход князя Арпада через Карпаты. Арпад Фести, 1894

В IX веке началась военно-политическая экспансия Кыргызского каганата на запад. Кыргызские войска, преследуя остатки разбитых уйгуров, достигли Уральских гор, в состав их государства были включены степные и лесостепные юга Западной Сибири. Угорские племена степей Зауралья были подчинены енисейскими кыргызами, став их данниками (кыштымами). Пришельцы из Минусинской котловины стали причиной ухода древних угро-мадьярских племён из Приуралья. Об этом свидетельствуют кыргызские курганы «тюхтятской» культуры, обнаруженные на юге Челябинской области. Около 890 года под давлением хазар и огузов часть печенежских племён переправилась через Волгу и начала теснить кочевавших здесь венгров. В итоге венгры были вынуждены покинуть Леведию и откочевать на запад через Днепр.
В год 6406 (898). Шли угры мимо Киева горою, которая прозывается теперь Угорской, пришли к Днепру и стали вежами: ходили они так же, как теперь половцы. И, придя с востока, устремились через великие горы, которые прозвались Угорскими горами, и стали воевать с жившими там волохами и славянами…
По данным венгерской хроники «Gesta Hungarorum», князь Альмош разгромил неназванного русского князя (вероятно, Олега), осадил его в Киеве и согласился уйти только после того, как русы заплатили ему выкуп в 10 тысяч марок серебром.
Появление венгров на днепровском правобережье привело к конфликту с Болгарией. В это время болгарский царь Симеон вёл войну с Византией, но несмотря на это, венгры были разбиты и были вынуждены продолжить движение на запад, за Карпаты — в Паннонию.
Около 906 года венгры, разгромив остатки Великоморавского государства, захватывают Паннонскую равнину.
Через некоторое время пачинакиты, напав на турок, изгнали их вместе с их архонтом Арпадом. Поэтому турки, блуждая в поисках земли для поселения, явившись, прогнали обитателей Великой Моравии и поселились в их земле, где и живут теперь турки по сей день.

### До образованияВенгерского королевства

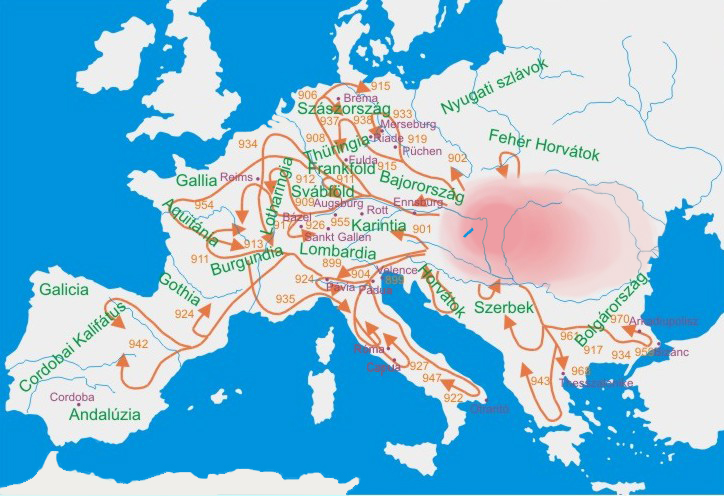
Военные походы венгерского княжества

###### 895—907 Надьфейеделем Арпад — Árpád (венг.)
В 895 году основная часть мадьярских конников перевалила через Карпаты и вышла на Придунайскую равнину. Историки оценивают численность мадьяр на тот момент в 500 тысяч человек. Предводительствовал ими Арпад, сын Альмоша. Арпад носил титул дьюла (воевода) и делил власть с кендю Курсаном (в иерархии мадьяр титул кендю находился на ступеньку ниже дьюлы).
Паннония и Трансильвания уже были знакомы мадьярам по прежним походам. Первоначально мадьяры обосновались в Трансильвании и долине реки Марош. До 899 года мадьяры жили лишь на левом берегу Дуная. Каждый из семи племенных князей мадьярского союза выстроил здесь себе глиняный «замок» (отсюда пошло название региона Семиградье). Далее мадьяры направились на запад, к побережью Адриатического моря.
В 899 году 5-тысячное мадьярское войско под предводительством одного из сыновей Арпада по приглашению Арнульфа Каринтийского приняло участие в походе на Венецию. Затем мадьяры разгромили войско Бернгарда I короля Италии в битве на реке Брента и вторглись в Ломбардию, разграбив окрестности городов Тревизо, Виченца, Верона, Брешиа, Бергамо и Милан. Воспользовавшись неразберихой среди франков, последовавшей за смертью Арнульфа, на обратном пути мадьяры легко покорили Паннонию (правобережье Дуная) и Блатенское княжество. В 901 году они снова напали на Италию, а в 906 году разгромили Великую Моравию.
В результате похода к Среднему Дунаю мадьяры завоевали южные районы Великоморавской державы, находившейся в состоянии упадка и некоторые другие славянские княжества. Государства, существовавшие на территории, покорённой впоследствии мадьярами, до этого в течение длительного времени отстаивали свою самостоятельность в борьбе с германскими феодалами, теряя боеспособное население и материальные ценности. Это обстоятельство стало одной из причин слабости дунайских славян перед лицом внезапно обрушившихся на них кочевников.
Уже при основателе мадьярской династии Арпаде, щедро «раздаривавшем» завоёванную землю представителям окружавшей его знати, была создана общая администрация. Мадьярские завоеватели сохранили славянские жупы — территориально-общинные организации, которые стали именоваться комитатами. Во главе комитатов были поставлены особые должностные лица, которых мадьяры называли ишпанами (жупанами). Вместе с тем славяне сохраняли свои внутренние порядки и самоуправление.
В период своей кочевой жизни мадьяры поклонялись стихийным силам природы. Эти религиозные верования господствовали среди мадьяр и в первое время после завоевания придунайской территории. Миссионеры римско-католической церкви, прибывшие к мадьярам после этого завоевания, в первое время успеха не имели. Между тем мадьярские военачальники, получившие в своё управление славянские комитаты, сохранили в них христианскую церковь и не препятствовали её деятельности.
Созданный государственный аппарат был обращён вначале против покорённого славянского населения. У мадьяр же родовые старейшины сохраняли некоторое время былую силу, а родовые советы продолжали играть свою прежнюю роль в общественной жизни.
К концу своей жизни Арпад уже был единоличным правителем мадьяр (надьфейеделемом), так как его конкурент Курсан был предательски убит во время переговоров с франками в 904 году. Власть надьфейеделема не была безграничной. Он владел самым большим земельным наделом, но каждый племенной князь в пределах своих земель был независим. Семи племенным князьям подчинялись вожди кланов (их было 108) и богачи. Впоследствии они составили слой военной аристократии.
За время правления Арпада мадьярам удалось значительно расширить пределы своих владений. В 907 году произошло первое столкновение мадьяр с баварами у Братиславского замка, закончившееся поражением германцев. В том же году Арпад умер и был похоронен у истока небольшой речки близ современного Будапешта. Он считается родоначальником венгерского государства и дал имя всей династии.

###### 907—947 Надьфейеделем Жолт — Zsolt, Zolt, Solt, Zolta, Zoltán (венг.)
Жолт был провозглашен надьфейеделемом (верховным вождем) мадьяр, будучи еще ребенком. Верховная власть Жолта была чисто номинальной. Однако победа над баварами в 907 году открыла мадьярским ордам путь на запад.
Вскоре мадьярские конники начали совершать свои рейды по всей Европе. В 10-м веке исследователи насчитывают 45 или 47 военных рейдов в разные части Европы. Из них 8 (в 901, 913, 933, 943, 948, 951, 955, 970 году) были неудачными, а 37 закончились успехом.
Армия мадьяр состояла в основном из легкой конницы. Воины были высокомобильными. Если столкновения были неизбежными, то они обстреливали своих врагов стрелами и внезапно отступали, вынуждая противников их преследовать, после чего расправлялись с ними поодиночке. Народы Европы, войска которых в основном состояли из пехоты, были бессильны перед быстрой мадьярской конницей и лучниками. Они могли одерживать победу только в ближнем бою.
В 924 году мадьяры разбили войско саксонцев. Генрих I Птицелов девять лет выплачивал мадьярам дань, а сам всё это время занимался укреплением войска. В 933 году он отказался от регулярных выплат. Карательный отряд мадьяр был разбит при Мерзебурге, но они нашли способ компенсировать потерю северной добычи, совершив рейд на юг. В 934 году мадьяры совершили набег на Византийскую империю и заключили девятилетнее перемирие на тех же условиях, что и раньше с немцами. Византийцы оказались беспечнее немцев. Они исправно платили дань, а в 943 году подверглись новому набегу.
В 937 году мадьярской коннице удалось пробиться через Германию и дойти до Франции. В 942 году был совершен наиболее дальний поход — в мусульманскую Испанию. Большое конное войско, возглавленное Жолтом и всеми 7-ю племенными вождями, практически непрерывно сражаясь, прошла через Ломбардию, пересекла Альпы и вторглась в Лангедок. Через Пиренеи мадьяры вторглись в северо-западную пограничную провинцию Кордовского халифата. 7 июля 942 года мадьярская армия начала осаду Лериды, конница совершила набег на Уэску и Барбастро. Не найдя в летней Каталонии достаточного питания для лошадей, мадьяры покинули Пиренейский полуостров уже через несколько дней.
В 947 году 16-летний Такшонь, сын надьфейеделема, возглавил новый набег мадьяр на Италию. Кочевники дошли до Апулии и взяли дань с претендента на титул короля Италии Беренгара II. Однако в том же году Жолт неожиданно отрёкся от титула верховного князя. Поскольку мадьяры придерживались лествичной системы наследования, а не майората, ему наследовал не сын Такшонь, а племянник Файс как старший в роду Арпадов.
В результате завоевания Среднедунайской равнины и набегов на европейские страны в руки мадьярских военных вождей перешли земли и огромные материальные богатства. Завоёвывая славянские земли, мадьяры вначале уводили в рабство их жителей. Затем мадьяры начали оставлять основную массу земледельцев на месте, чтобы получать плоды их труда в виде дани. Мадьяры заставляли славян работать на строительстве крепостей. Многих из покорённых славян мадьяры брали с собой в военные походы.
Уже в первой половине 10-го века мадьярская военная знать образовала слой магнатов, которые видели источник роста своих богатств в увеличении количества рабов, приток которых был обеспечен набегами мадьяр на Западную Европу и захватом там военнопленных.

###### 947—955 Надьфейеделем Файс — Fajsz, Falicsi (венг.)
Поскольку мадьяры придерживались лествичной системы наследования, а не майората, Жолту наследовал не сын Такшонь, а племянник Файс как старший в роду Арпадов.
За прошедшие годы германцы сумели консолидироваться вокруг баварского герцога Генриха I, в то время как мадьяры оставались раздроблены и жили как кочевники. В 950 году Генрих разорил земли мадьяр, взяв много добычи и пленных. Для защиты от внешних набегов и внутренних междоусобиц Файс велел укрепить княжескую резиденцию.
В 951 году мадьяры попытались взять реванш. Обогнув Германию с юга, они разорили Северную Италию и дошли до Атлантического океана, но на обратном пути были перехвачены и разбиты Оттоном I Великим.
Под влиянием участившихся неудач в среде мадьяр пробудились центростремительные тенденции. Арпады, как и все мадьяры были язычниками. По политическим мотивам отдельные вожди стали креститься — кто от римских священников, кто от константинопольских — в зависимости от конъюнктуры. Еще в 948 году во время посольства в Константинополь принял христианство Бульчу, носивший титул харки, воеводы (третье лицо в иерархии после верховного вождя надьфейеделема и верховного главнокомандующего дьюлы). Во время ответного посольства византийцев к мадьярам в 950 году был крещен верховный вождь Файс, а в 952 году — один из племенных вождей Дьюла.
В 954 году мадьяры большими силами вторглись в Баварию и осадили Аугсбург. На помощь баварцам пришел Оттон I Великий. 10 августа 955 года в битве на реке Лех мадьяры потерпели сокрушительное поражение. Файс не принимал личного участия в битве, но тень неудачи пала и на него. Неудачливого правителя свергли, а может быть даже принесли в жертву. Поражение под Аугсбургом положило конец завоевательным походам мадьяр на запад.

###### 955—972 Надьфейеделем Такшонь — Taksony (венг.)
После Аугсбургского разгрома в 955 году верховным вождем мадьяр стал Такшонь. Поражение под Аугсбургом вынудило мадьяр переориентировать направление набегов с запада на юг. В 957 году византийский император Константин VII Багрянородный прекратил выплачивать мадьярам дань. В 959 году мадьяры совершили новый набег на Византию и осадили Константинополь.
В жизнь мадьяр все глубже стало проникать христианство. Такшонь не мог принять крещение по православному обряду из-за конфликта с Византией, а потому обратился к папе римскому. В 963 году тот послал мадьярам епископа Закхея, но его миссии воспрепятствовал император Оттон I, желавший, чтобы мадьяры приняли крещение от него, а не от папы.
В правление Такшоня продолжалась консолидация венгерской нации и усиление великокняжеской власти. В Венгрии сложилось фактическое двоевластие: надьфейеделем (верховный вождь) правил в Паннонии, а дьюла (воевода — второе лицо в иерархии) — в Трансильвании. Не имея достаточно сил для военного конфликта с Дьюлой, Такшонь предпочел союз с ним и в 967 году женил сына Гезу на его дочери Шаролт.
Весной 970 года мадьяры в союзе с болгарами и русичами вновь пошли на Византию, но были разбиты под Аркадиополем. С этого времени грабительские походы мадьяр прекратились.
Общественный строй завоеванного славянского населения Среднедунайской равнины был значительно выше общественного строя мадьярских завоевателей. Потерпев несколько поражений от тяжело вооружённой феодальной кавалерии во второй половине 10-го века мадьяры постепенно стали переходить от кочевого образа жизни к оседлому. Набеги стали приносить всё меньше выгоды. Основным видом деятельности стало земледелие.
Господствующее положение мадьяр в земледельческой стране, в которой складывались феодальные отношения, неизбежно вело к усилению социального расслоения в их собственной среде, к углублению противоречий между знатью и массой свободных мадьяр. Одновременно с процессом феодализации, начавшимся в мадьярском обществе с 10-го века, шёл также процесс слияния мадьярской знати и формировавшейся в славянском обществе феодальной верхушки в единый класс феодалов.
С самого начала своего присутствия в Венгрии мадьяры образовали привилегированный класс свободных людей, господствующих как над рабами, которых они привели с собой или вновь приобрели, так и над местными покоренными народами. Однако масса рядовых свободных мадьяр, становившаяся всё более зависимой от феодалов, сближалась с местным крестьянством.
По мере разорения и закрепощения массы трудящихся мадьяр родовая организация всё более вытеснялась и подавлялась силой развивавшегося феодального государства. Кроме того, во второй половине 10-го века определилась невыгодность рабского труда и невозможность увеличения количества рабов путём военных набегов. Экономическая необходимость требовала от магнатов перевода принадлежавших им рабов на положение феодально зависимых крестьян. В зависимость от феодалов постепенно попадали также и общинники-мадьяры.
В результате внутреннего развития мадьярского общества у мадьяр сложилось раннефеодальное государство. В процессе продолжавшегося около двух столетий формирования феодального общества в Венгрии исчезли всякие различия между победителями и побеждёнными. Многочисленные племена, проживавшие на территории современной Венгрии, включая кыпчаков, были интегрированы в венгерское общество, а большое количество русских, немецких и итальянских наёмников вошло в состав феодальной аристократии.
Процесс складывания единой мадьярской народности был вместе с тем столь же длительным процессом изживания славянского языка. Слова славянского происхождения, вошедшие в мадьярский язык, внесли в него терминологию из области земледелия, животноводства и ремесла, социальной и государственной жизни, а также домашнего быта.

###### 972—997 Надьфейеделем Геза Кровавые Руки — Géza Véres kezű (венг.)
При жизни отца Геза был правителем Бихарского княжества, домена наследника престола. Около 967 года отец женил Гезу на Шаролте, «самой красивой женщине в народе», дочери трансильванского князя Дьюлы, тем самым скрепив союз двух первых лиц в венгерской иерархии. Будучи язычником, Геза имел и других жён. Став христианином, он не прогнал их, а оставил всех при себе.
Перед смертью Такшонь провозгласил наследником Гезу, тем самым нарушив бытовавшее среди мадьяр лествичное право, когда наследство передается не от отца к сыну, а от старшего мужчины в роду к следующему по старшинству. Став вождём, Геза передал Бихарское княжество следовавшему за ним по старшинству брату Коппаню. Других, более старших родственников, вождей племен и кланов, выступавших против нового порядка наследования, Геза истребил, за что получил прозвище «Кровавые руки». Таким образом, кроме Гезы в Венгрии остались лишь три сильных правителя: Коппань, князь Шомодя и Бихара, Дьюла-младший, князь Трансильвании, и Айтонь, владевший землями между Марошем и Дунаем.
В момент вступления Гезы на престол для Венгрии сложилась неприятная внешнеполитическая ситуация. В 971 году Византийская империя аннексировала Болгарское царство и вышла на венгерские границы, а в 972 году римско-германский император Оттон I женил сына Оттона II на греческой принцессе Феофано. Сформировался союз двух империй, ещё недавно страдавших от набегов мадьяр. Чтобы избежать войны на два фронта и мирно разрешить опасную ситуацию, Геза запретил своим подданным совершать грабительские набеги на соседей, а в 973 году отправил на имперский съезд в Кведлинбург своих представителей с выражением дружеских чувств к императору. В отличие от представителей других недавно воцарившихся династий (Харальд I Синезубый Датский, Болеслав I Храбрый Польский, Болеслав II Богемский) венгерский король Геза лично на ассамблею не поехал и не признал себя вассалом императора.
Ориентировку на мирные отношения со Священной империей Геза укрепил выбором католической формы вероисповедания христианства. При нем началось активное взаимодействие феодальных властей со священниками римско-католической церкви. Церковь оказывала существенную помощь классу феодалов в борьбе с традициями родового быта и сопротивлением закрепощаемого крестьянства. Стремление папы к упрочению королевской династии Арпадов объяснялось тем, что церкви принадлежало здесь много земель ещё со славянских времён. Церковь была заинтересована в сохранении и усилении своего положения в Венгрии в качестве крупнейшего феодального землевладельца. Кроме того, папство стремилось к утверждению своего политического влияния в этой части Европы, близкой к Италии.
В 974 году Геза принял у себя епископа Бруно, который был рукоположен в епископы папой римским, поэтому венгерская епархия подчинилась непосредственно Риму, а не Германскому архиепископу или Константинопольскому патриарху. Будучи христианином, Геза продолжал поклоняться языческим богам. На упреки священников он отвечал, что «достаточно богат, чтобы приносить жертвы, как старым богам, так и новому богу».
Своим богатством Геза был обязан многочисленным налогам и податям, которые собирались значительно лучше, чем при его предшественниках. Геза жестоко подавлял сопротивление всех, кто отстаивал родовые учреждения и боролся против закрепощения. При этом Геза опирался на войско, сформированное из бывших членов племенных ополчений, и элитную тяжелую кавалерию, состоявшую из иностранных наёмников (варягов, болгар, хорватов) под командованием немецких рыцарей-швабов, которые воспользовались этим обстоятельством для утверждения в Венгрии своего влияния. Вмешательство немецких императоров и феодалов во внутренние дела Венгрии ещё больше усилилось при преемниках Гезы.
Венгерский трон Геза, сославшись на пример христианских монархий Европы, завещал сыну Вайку, при крещении получившему имя Стефан (Стефан). В памяти народа Геза остался жестоким правителем, беспринципным политиком и лицемерным христианином. Однако его личные амбиции совпадали с интересами зарождающегося венгерского государства.

В конце 10-го века Венгрия превратилась в мощную европейскую державу, успешно сопротивлявшуюся немецкой и византийской экспансии. Арпады старались интегрировать Венгрию в Европу. Они активно роднились с западноевропейскими правящими домами. Однако даже в королевской семье оставались сильны пережитки родоплеменного строя. В частности, это касалось вопросов престолонаследия. Среди кочевников было распространено лествичное право (наследование следующим по старшинству членом рода — как правило, младшим братом вслед за старшим), в то время, как в Западной Европе использовался майорат (наследование старшим сыном вслед за отцом). Попытка венгерских королей передавать трон по праву первородства натолкнулась на сопротивление даже внутри собственной династии. Мятежи старших королевских родственников вспыхивали не раз. 